# Justyna Rybak
Justyna Rybak (ur. 4 października 1989) – polska lekkoatletka, zawodniczka klubu AZS-AWF Kraków. Jej trenerem jest Ewa Ślusarczyk.
Rekordy życiowe:
- bieg na 100 metrów – 11,84 (2008)
- bieg na 200 metrów – 24,34 (2006)
- bieg na 100 metrów przez płotki (76,2 cm) – 13,63 (2006)
- bieg na 100 metrów przez płotki (84 cm) – 13,71 (2012) / 13,60w (2008)

Największe sukcesy:
- Halowa mistrzyni Polski Juniorek Młodszych w biegu na 200 metrów (2006)
- Mistrzyni Polski Juniorek Młodszych na 100m. ppł. i 200m. (2006)
- Potrójna złota medalistka Akademickich Mistrzostw Polski Juniorów na dystansie : 100ppł, 100 m, 200 m; oraz dwukrotna srebrna medalistka w sztafecie 4*100m i sztafecie 4 x 400 m (2006).
- Brązowa medalistka w biegu 100ppł w  Mistrzostwach Polski w Białej Podlaskiej (2007)
- Zwyciężczyni Akademickich Mistrzostw Polski na dystansie 100ppł (2007)
- Srebrna medalistka Akademickich Mistrzostw Polski w biegu na 100 metrów (2007)
- Złota medalistka Halowych Mistrzostw Polski Juniorów na 60 m ppł. z czasem 8,56 s. / 2008
- Półfinalistka Mistrzostw Świata Juniorów (10 lokata) / 2008
- Mistrzyni Polski Juniorek w biegu na 100 m ppł. (13.68s) +2.6 m/s -2008
- Wicemistrzyni Polski Juniorek w biegu na 100 m (11.94 s) -0.5 m/s - 2008
- Młodzieżowa Mistrzyni Polski w biegu na 100 m ppł (13.77 s) - 2009
- brązowa medalistka halowych mistrzostw Polski w biegu na 60 metrów przez płotki (2010)